# Beé István
Beé István (Budapest, 1972. július 4. –) világ- és Európa-bajnok magyar kajakozó.

## Pályafutása
A  Budapest Honvéd sportolója csaknem másfél évtizeden keresztül volt meghatározó alakja a magyar és az európai kajak-kenusportnak. Kajakosként két olimpián vett részt, 2004-ben Athénban Benkő Zoltán társaként kilencedik lett a fináléban K-2 1000 méteren. Pekingben Bozsik Gábor, Sík Márton és Vereckei Ákos partnereként ötödikként zárt. 
A világbajnokságokon öt aranyérmet szerzett, 1998-ban, 1999-ben, 2001-ben, 2005-ben és 2007-ben is tagja volt a K-4 200 méteren világbajnok magyar egységnek. Az első három győzelem alkalmával Kajner Gyulával Fehérvári Vincével és Hegedűs Róberttel ült egy hajóban, az utolsó két sikernél Kadler Viktor, Gyertyános Gergely és Babella Balázs volt tagja még a kvartettnek.  Vb-n még egy ezüstérmet (2006, K-4 200 m), és két bronzérmet (1994, K2-1000 m, 2002, K-4 200 m) szerzett.
Európa-bajnokságokon szintén öt aranyat nyert, 1997-ben, 2001-ben, 2004-ben és 2005-ben is K4 200-on lett a kontinens legjobbja, 2004-ben ráadásul 500-on is első lett a négyessel (Benkő Zoltán, Kucsera Gábor és Kökény Roland társaként). Ezeken a sikereken kívül összesen hat alkalommal szerzett bronzérmet. 
2012-ben Sík Márton társaként megpróbált kijutni az olimpiára, ám erőfeszítéseiket nem kísérelte siker, így versenyzői pályafutásának profi részét egy évvel később zárta le.